# Cryptic Writings
Cryptic Writings is het zevende studioalbum van Megadeth. Het album werd in 1997 uitgebracht door Capitol Records en zette de melodische rocktrend vanzijn voorganger Youthanasia voort. Cryptic Writings kreeg veel media-aandacht met hits als Trust en She-Wolf, maar de oude harde kern van Megadeth-fans was ontevreden over het commerciële geluid. 
Cryptic Writings is het laatste album dat drummer Nick Menza ten gehore heeft gebracht.

## Voorgeschiedenis
Het radiosucces van Countdown to Extinction en Youthanasia had Megadeth groot succes opgeleverd. Na het uitbrengen van het album Youthanasia werd Bud Prager de nieuwe manager van de band. Prager was, afgaande op wat Dave Mustaine vertelde, actief bij het schrijfproces van Cryptic Writings betrokken en stuurde de band naar meer radiovriendelijk geluid. Mustaine heeft dit later uitgelegd als zijn verlangen om een nummer 1-album uit te brengen met Megadeth. Het is het eerste album waar de bandmascotte Vic Rattlehead niet op de cover te zien is. Cryptic Writings is het laatste album van Megadeth dat platinum werd.

## Tracks
| Nr. | Titel                  | Tekst                                         | Muziek                              | Duur |
| --- | ---------------------- | --------------------------------------------- | ----------------------------------- | ---- |
| 1.  | Trust                  | Dave Mustaine                                 | Mustaine, Marty Friedman            | 5:12 |
| 2.  | Almost Honest          | Mustaine                                      | Mustaine, Friedman                  | 4:09 |
| 3.  | Use the Man            | Mustaine                                      | Mustaine, Friedman                  | 4:04 |
| 4.  | Mastermind             | Mustaine                                      | Mustaine                            | 3:48 |
| 5.  | The Disintegrators     | Mustaine                                      | Mustaine                            | 3:05 |
| 6.  | I'll Get Even          | Mustaine, Friedman, Dave Ellefson, Brian Howe | Mustaine, Friedman, Ellefson, Howe  | 4:19 |
| 7.  | Sin                    | Mustaine, Ellefson, Nick Menza                | Mustaine, Ellefson, Menza           | 3:06 |
| 8.  | A Secret Place         | Mustaine                                      | Mustaine                            | 5:25 |
| 9.  | Have Cool, Will Travel | Mustaine                                      | Mustaine                            | 3:40 |
| 10. | She-Wolf               | Mustaine                                      | Mustaine                            | 3:38 |
| 11. | Vortex                 | Mustaine                                      | Mustaine                            | 3:23 |
| 12. | FFF                    | Mustaine                                      | Mustaine, Friedman, Ellefson, Menza | 2:47 |

### Japanse bonustrack
| Nr. | Titel     | Tekst    | Muziek   | Duur |
| --- | --------- | -------- | -------- | ---- |
| 13. | One Thing | Mustaine | Mustaine | 4:38 |

## Bezetting
- Dave Mustaine - zang en gitaar
- David Ellefson - basgitaar en achtergrondzang
- Nick Menza - drums
- Marty Friedman - gitaar en achtergrondzang

Killing Is My Business... and Business Is Good! ·
Peace Sells... But Who's Buying? ·
So far, so good... so what! ·
Rust in Peace ·
Countdown to Extinction ·
Youthanasia ·
Cryptic Writings ·
Risk ·
The World Needs a Hero ·
The System Has Failed ·
United Abominations ·
Endgame ·
Th1rt3en ·
Super Collider ·
Dystopia ·